# نانسی فابیولا اره‌را
نانسی فابیولا اِره‌را (اسپانیایی: Nancy Fabiola Herrera‎؛ زادهٔ ۱۹۶۵ میلادی) یک خواننده متزو سوپرانو اپرا اهل اسپانیا است.

## زندگی‌نامه
پدر و مادر او از ساکنان جزایر قناری بودند و خودش در شهر کاراکاس در ونزوئلا به دنیا آمده است.
او تا کنون برندهٔ جوایز گوناگونی در زمینهٔ خوانندگی اپرا شده است. از جمله اجراها و نقش‌های برجسته وی می‌توان به «مادالنا» در اپرای «ریگولتو» اثرِ «جوزپه وردی»؛ «شارلوت» در اپرای «ورتر» اثرِ «ژول ماسنه»؛ «آدالجیزا» در اپرای «نُرما» اثرِ «وینچنتزو بلینی»؛ «گیولتا» در اپرای «افسانه‌های هافمن» اثرِ «ژاک افنباخ»؛ «رزینا» در اپرای «آرایشگر شهر سویل» اثرِ «جواکینو روسینی»؛ «کارمن» در اپرای «کارمن» اثرِ «ژرژ بیزه» و هنرنمایی در «رکوئیم» اثرِ «جوزپه وردی» اشاره نمود.